# هتلاند (داکوتای جنوبی)
هتلاند(به انگلیسی: Hetland) شهری در ایالت داکوتای جنوبی کشور ایالات متحده آمریکا است که جمعیت آن در سرشماری سال ۲۰۱۰ میلادی، ۴۶ نفر بوده‌است.